# Anpralldämpfer
Bei einem Anpralldämpfer handelt es sich um eine passive bzw. auffangende Schutzeinrichtung, die meist aus Stahl oder Kunststoff besteht, an schnell befahrenen Straßen zum Einsatz kommt und oft als Anprallsockel ausgeführt wird. Anpralldämpfer befinden sich punktuell vor Hindernissen auf oder neben der Fahrbahn und dienen in erster Linie dazu, die Heftigkeit eines Fahrzeuganpralls für die Fahrzeuginsassen durch die Umwandlung von kinetischer Energie in Verformungsenergie abzumindern. Zur besseren Erkennbarkeit werden die Anpralldämpfer meist mit einer zur Seite hin abweisenden Warnmarkierung versehen.
Betonschutzwände werden nicht als Anpralldämpfer bezeichnet, da sie sich bei einem Zusammenstoß nicht verformen. Sie können jedoch ebenso wie Findlinge und andere schwere Gegenstände als Anprallschutz eingesetzt werden. Sie mildern den Zusammenprall ab, indem sie sich bei einer Kollision verschieben.

## Arten
Grundsätzlich wird zwischen ortsfesten Anpralldämpfern und mobilen Anpralldämpfern unterschieden:
- Ortsfest installierte Anpralldämpfer werden vor Hindernissen am Fahrbahnrand angeordnet. Zu den Hindernissen zählen sowohl größere Einbauten (wie etwa Verkehrszeichenbrücken) als auch ganze Bauwerke (wie beispielsweise Tunnelportale). Im Falle eines Anpralls schützt der ortsfeste Anpralldämpfer nicht nur die Fahrzeuginsassen, sondern verhindert auch die Beschädigung der Einbauten oder Bauwerke.
- Mobile Anpralldämpfer (auch TMA oder Truck Mounted Attenuator genannt) werden am Heck von Trägerfahrzeugen, die zur Absicherung von Arbeitsstellen kürzerer Dauer eingesetzt werden, montiert. Bei einem Anprall werden auf diese Weise nicht nur die Belastungen für die Insassen beider Fahrzeuge reduziert, sondern auch das Trägerfahrzeug und das in der Arbeitsstelle beschäftigte Personal geschützt.

In manchen Ländern werden Anpralldämpfer als Sicherheitsmaßnahme und zugleich zur Kennzeichnung von Autobahnabfahrten verwendet, die aus sand- oder wassergefüllten Kunststoffwannen bestehen.

### Anprallsockel

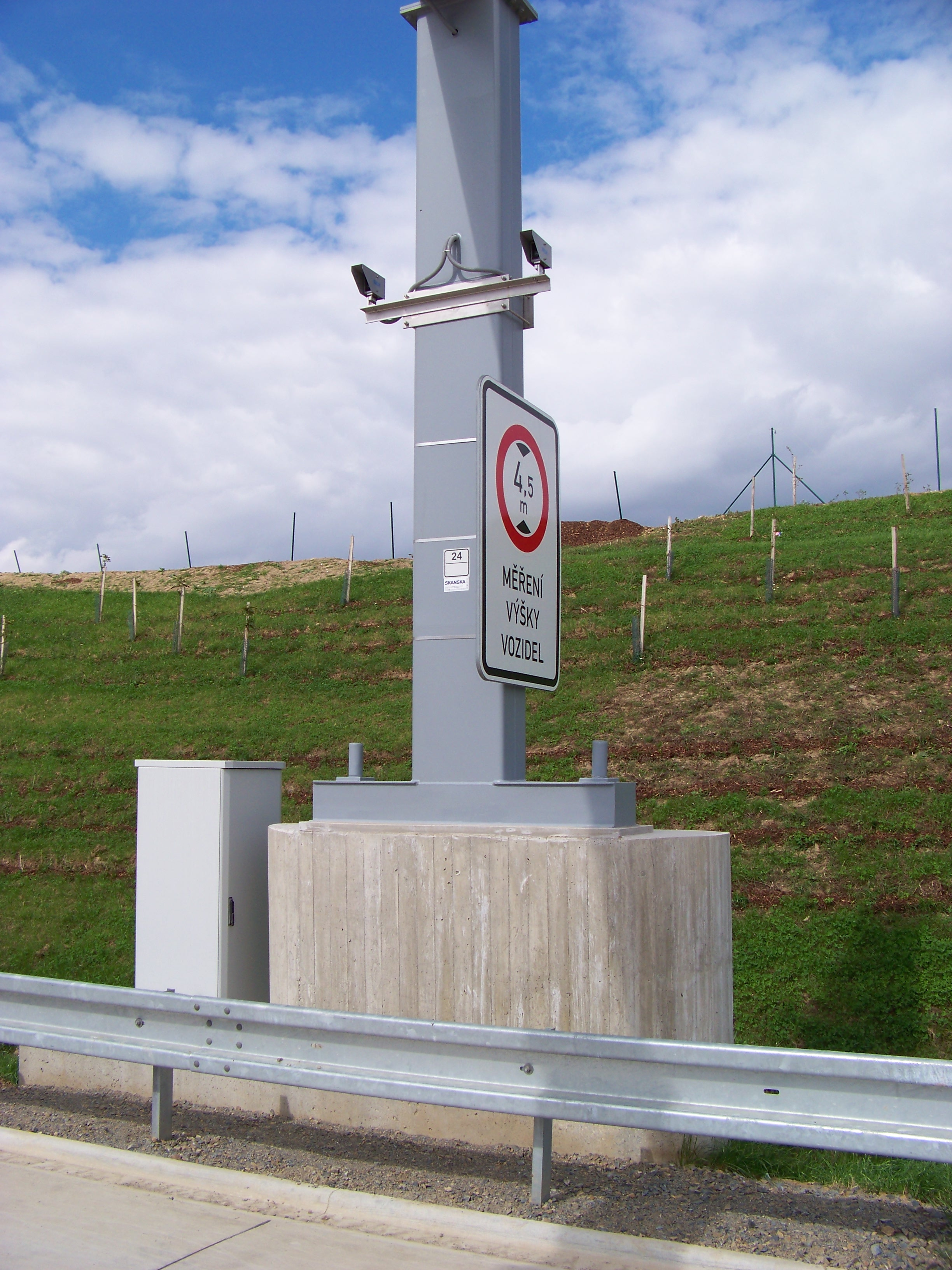
Anprallsockel an einer Schnellstraße inklusive vorgesetzter Schutzplanke

Anprallsockel werden oft als Schutzvorrichtung aus Beton an Schilderbrücken oder Brückenpfeilern vorgesehen. Die Stirnseiten sind typischerweise halbkreisförmig gestaltet, um anprallende Fahrzeuge abzuweisen.
Häufig wird zur Abschwächung des Anpralls eine zusätzliche Schutzeinrichtung in Form einer Betonschutzwand oder Schutzplanke vorgesetzt.

## Normen und Regelwerke
Deutschland
- DIN EN 1317-3 – Rückhaltesysteme an Straßen – Teil 3: Anpralldämpfer – Leistungsklassen, Abnahmekriterien für Anprallprüfungen und Prüfverfahren
- Richtlinien für passiven Schutz an Straßen durch Fahrzeug-Rückhaltesysteme

Österreich
- ÖNORM EN 1317-3 – Rückhaltesysteme an Straßen – Teil 3: Leistungsklassen, Abnahmekriterien für Anprallprüfungen und Prüfverfahren für Anpralldämpfer
- RVS 05.02.31 – Rückhaltesysteme; Anforderungen und Aufstellung

Schweiz
- SN EN 1317-3 – Rückhaltesysteme an Strassen – Teil 3: Leistungsklassen, Abnahmekriterien für Anprallprüfungen und Prüfverfahren für Anpralldämpfer
- SN 640 561 – Passive Sicherheit im Strassenraum; Fahrzeugrückhaltesysteme